# Austroaeschna ingrid
Austroaeschna ingrid là loài chuồn chuồn trong họ Aeshnidae. Loài này được Theischinger mô tả khoa học đầu tiên năm 2008.